# Grigory Davydovich Stelmakh
Grigory Davydovich Stelmakh (tiếng Nga: Григорий Давыдович Стельмах; 1900 - 1942) là một tướng lĩnh Hồng quân Liên Xô trong giai đoạn đầu của Chiến tranh Vệ quốc vĩ đại). Ông được xem là đã đóng một vai trò quan trọng trong việc đánh bại chiến thuật blitzkrieg của Đức (Chiến dịch Barbarossa) và chiến thắng của Liên Xô trong trận Stalingrad.

## Trước chiến tranh
Stelmakh sinh ra ở Mykolaiv, Ukraina trong một gia đình Do Thái. Năm 1919, Stelmakh tình nguyện gia nhập Hồng quân. Ông đã chiến đấu trong Nội chiến Nga, được nhận vào trường chỉ huy bộ binh (1921), và ở lại quân đội. Năm 1926, ông tốt nghiệp Học viện Quân sự Frunze. Sự thăng tiến của ông rất nhanh chóng: tham mưu trưởng sư đoàn súng trường (1926-1931), tham mưu trưởng lực lượng Liên Xô ở Viễn Đông (còn được gọi là Tập đoàn quân đặc biệt Viễn Đông Cờ đỏ - OKDVA; 1932-1935), Tư lệnh Sư đoàn súng trường 12 (1935-1938).
Trong thời kỳ Đại thanh trừng, Stelmakh bị bắt và bị bỏ tù (1938-1940). May mắn sau đó ông được miễn tội, trả tự do và thăng cấp Thiếu tướng. Do nhu cầu của Hồng quân chuẩn bị một thế hệ chỉ huy cấp cao mới, Stelmakh, cùng với các sĩ quan Hồng quân lành nghề khác, đã được cử đến giảng dạy như một giảng viên cao cấp tại Học viện Quân sự Frunze (1940-1941).

## Trận Tikhvin
Steelmakh giáp trận với chiến thuật "blitzkrieg" của Đức trên chiến trường phía bắc. Ông tham gia trận Tikhvin với tư cách là Tham mưu trưởng Tập đoàn quân dã chiến 4. Giữa trận chiến, Stavka ra lệnh cho Tư lệnh Tập đoàn quân dã chiến số 4 Kirill Meretskov và Stelmakh tổ chức một Phương diện quân Volkhov mới. Stelmakh trở thành Tham mưu trưởng của phương diện quân mới này. Đến ngày 30 tháng 12 năm 1941, Meretskov và Stelmakh đã đẩy lùi được cánh quân Đức của Leeb trở lại vị trí xuất phát. Sau trận Tikhvin, Stelmakh giữ chức Tham mưu trưởng Cụm tác chiến Volkhov thuộc Phương diện quân Leningrad.

## Trận Stalingrad
Tháng 10 năm 1942, trong khi Hồng quân đang chuẩn bị phản công trong trận Stalingrad, Stelmakh được bổ nhiệm làm Tham mưu trưởng Phương diện quân Tây Nam mới do Nikolay Vatutin chỉ huy. Stelmakh là một trong những nhà hoạch định chính và chỉ huy trận chiến. Vatutin và Stelmakh lên kế hoạch cho Chiến dịch Sao Thổ để mở rộng cuộc tấn công của Liên Xô về phía Tây nhằm đánh bại các lực lượng Đức ở phía đông Rostov-on-Don. Họ dự định, cùng hành động với cánh quân của Rokossovsky, để bẫy các đội quân Đức đang rút lui khỏi Kavkaz. Tuy nhiên, Stavka coi đề xuất của Vatutin và Stelmakh là quá táo bạo, và ra lệnh cho Phương diện quân Tây Nam giới hạn phạm vi nhiệm vụ nhằm đánh bại nỗ lực cứu viện của quân Đức. Stelmakh đã lên kế hoạch cho Chiến dịch Sao Thổ nhỏ. Trong khi Tập đoàn quân Cận vệ 2 của Rodion Malinovsky đánh bại các lực lượng cứu viện lớn của Đức, Vatutin và Stelmakh, với sự hỗ trợ của các đơn vị từ Phương diện quân Voronezh, đã bao vây Tập đoàn quân số 8 của Ý, được tăng cường bởi các sư đoàn Đức và phe Trục khác. Hồng quân tiêu diệt gần 21.000 quân địch và bắt hơn 64.000 tù binh.
Ngày 21 tháng 12 năm 1942, Stelmakh bị tử trận trên chiến trường, trong ông đang trên đường kiểm tra các đơn vị trở về bị quân Đức phục kích gần một thành phố ở Kalach-on-Don.

## Lược sử quân hàm
- Lữ đoàn trưởng (kombrig) 1935
- Thiếu tướng (27/12/1941)